# Ljubovija
Ljubovija (Servisch: Љубовија) is een gemeente in het Servische district Mačva.
Ljubovija telt 17.052 inwoners (2002). De oppervlakte bedraagt 356 km², de bevolkingsdichtheid is 47,9 inwoners per km².

## Plaatsen in de gemeente
| - Berlovine - Vrhpolje - Gornja Ljuboviđa - Gornja Orovica - Gornja Trešnjica - Gornje Košlje - Gračanica - Grčić - Donja Ljuboviđa | - Donja Orovica - Drlače - Duboko - Leović - Lonjin - Ljubovija - Orovička Planina - Podnemić - Postenje | - Rujevac - Savković - Selenac - Sokolac - Tornik - Uzovnica - Caparić - Crnča - Čitluk |